# Sascha Verlan
Sascha Verlan (* 1969 in Esslingen am Neckar) ist ein deutscher Autor, Herausgeber und Journalist. Er ist Mitbegründer des Equal Care Day.

## Leben
Sascha Verlan wurde in Esslingen geboren und studierte Neuere Deutsche Literatur, Mediävistik und Geschichte in Stuttgart und Bonn, dazu Politikwissenschaften und Medientheorie. In seiner Magisterarbeit mit dem Thema HipHop als schöne Kunst betrachtet. Lyrische Ausdrucksformen im deutschsprachigen Rap zeigte er die literaturwissenschaftliche Relevanz von Rap-Texten auf und machte sich einen Namen als Journalist zum Thema HipHop. Seit Anfang der 1990er Jahre ist er kritischer Begleiter der deutschen HipHop-Szene. Sein mit dem Musiker Hannes Loh herausgegebenes Buch 20 Jahre HipHop  wurde von der Tageszeitung taz als „Standardwerk über Hip-Hop in Deutschland“ bezeichnet und zwei Mal in aktualisierter Form neu aufgelegt. Verlan gibt Workshops für Lehrkräfte und für Jugendliche zu HipHop, Rap und kreativem Schreiben. Er hält Vorträge über den Zusammenhang von HipHop und Lyrik, über Reim-Improvisation und Wettkampf in der Literatur.
Gemeinsam mit Almut Schnerring publiziert und sensibilisiert er auch zu den Themen Geschlechtergerechtigkeit und Rollenstereotype. Unter dem von ihnen geprägten Begriff der „Rosa-Hellblau-Falle“ werden Rollenbilder in Kinderbüchern, kognitive Verzerrungen und unbewusste Denkmuster in Artikeln, Radiosendungen, Vorträgen und Fortbildungen thematisiert oder im Rahmen der Preisverleihungen eines Goldenen Zaunpfahls – dem Negativpreis für absurdes Gender-Marketing – öffentlich kritisiert. Ebenfalls von Verlan und Schnerring initiiert wurde der 2016 ins Leben gerufene Equal Care Day, ein Aktionstag, der auf die mangelnde Wertschätzung und unfaire Verteilung von Fürsorgearbeit aufmerksam macht. In ihrem Buch Equal Care. Über Fürsorge und Demokratie legten sie 2020 eine Bestandsaufnahme der Care-Situation in Deutschland vor, beschrieben den fließenden Übergang zwischen privater und beruflicher Care-Arbeit, zeigten den Zusammenhang zwischen Gender-Pay-Gap und Gender-Care-Gap auf und beschrieben Phänomene wie Mental Load und Care Chains – die zunehmende Auslagerung von Sorgepflichten in globalen Betreuungsketten.
Sascha Verlan lebt mit Almut Schnerring und drei gemeinsamen Kindern in Bonn.

## Bibliographie
- French Connection. HipHop-Dialoge zwischen Frankreich und Deutschland, Koch International Verlag 2003, ISBN  978-3854452355
- 25 Jahre HipHop in Deutschland (zusammen mit Hannes Loh), Hannibal Verlag 2006, ISBN 978-3854452614
- Rap-Texte. Texte und Materialien für den Unterricht (Hrsg.), Reclam-Verlag 2012, ISBN 978-3-15-015073-3
- 35 Jahre HipHop in Deutschland: Aktualisierte und erweiterte Ausgabe des Standardwerks über die deutsche HipHop-Szene (zusammen mit Hannes Loh), Hannibal Verlag 2015, ISBN 978-3854454793
- Die Rosa-Hellblau-Falle. Für eine Kindheit ohne Rollenklischees (gemeinsam mit Almut Schnerring), Verlag Antje Kunstmann 2014, ISBN 978-3-88897-938-5
- Equal Care. Über Fürsorge und Gesellschaft (gemeinsam mit Almut Schnerring), Verbrecher Verlag 2020, ISBN 978-3-95732-427-6